# 拉什鎮區 (密蘇里州布坎南縣)
拉什鎮區（英語：Rush Township）是位於美國密蘇里州布坎南縣的一個行政鎮區。

## 地方資料
拉什鎮區的面積為71.58平方千米，當中陸地面積為68.26平方千米，而水域面積為3.32平方千米。根據2020年美國人口普查的數據，當地共有人口710人，而人口密度為每平方千米9.92人。